# コカ・コロニゼーション

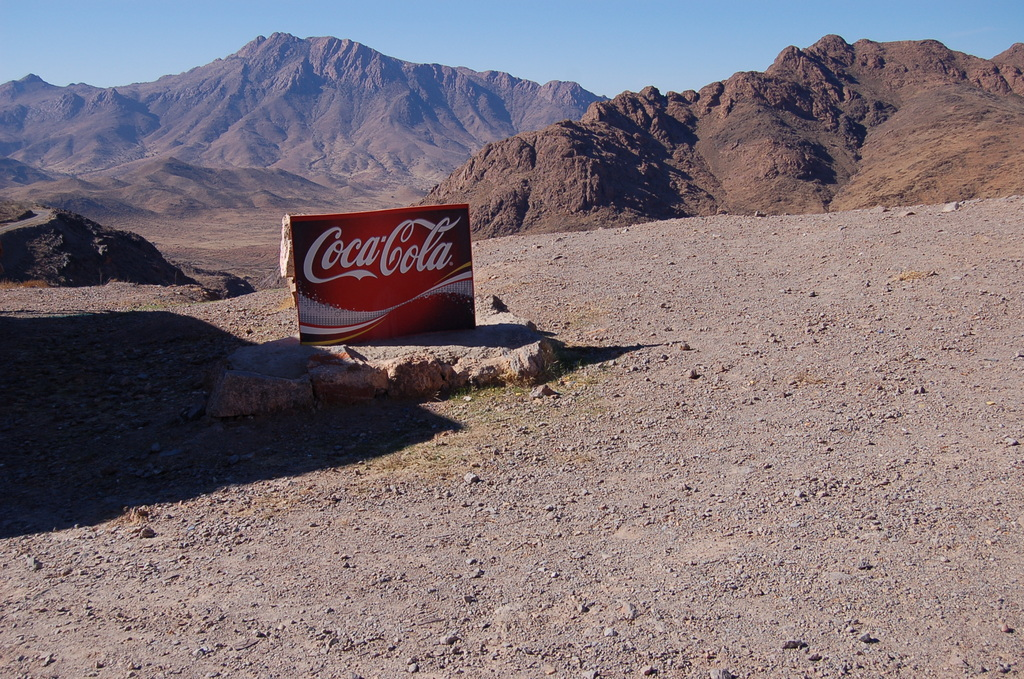
モロッコのハイアトラス山脈にあるコカ・コーラの広告。

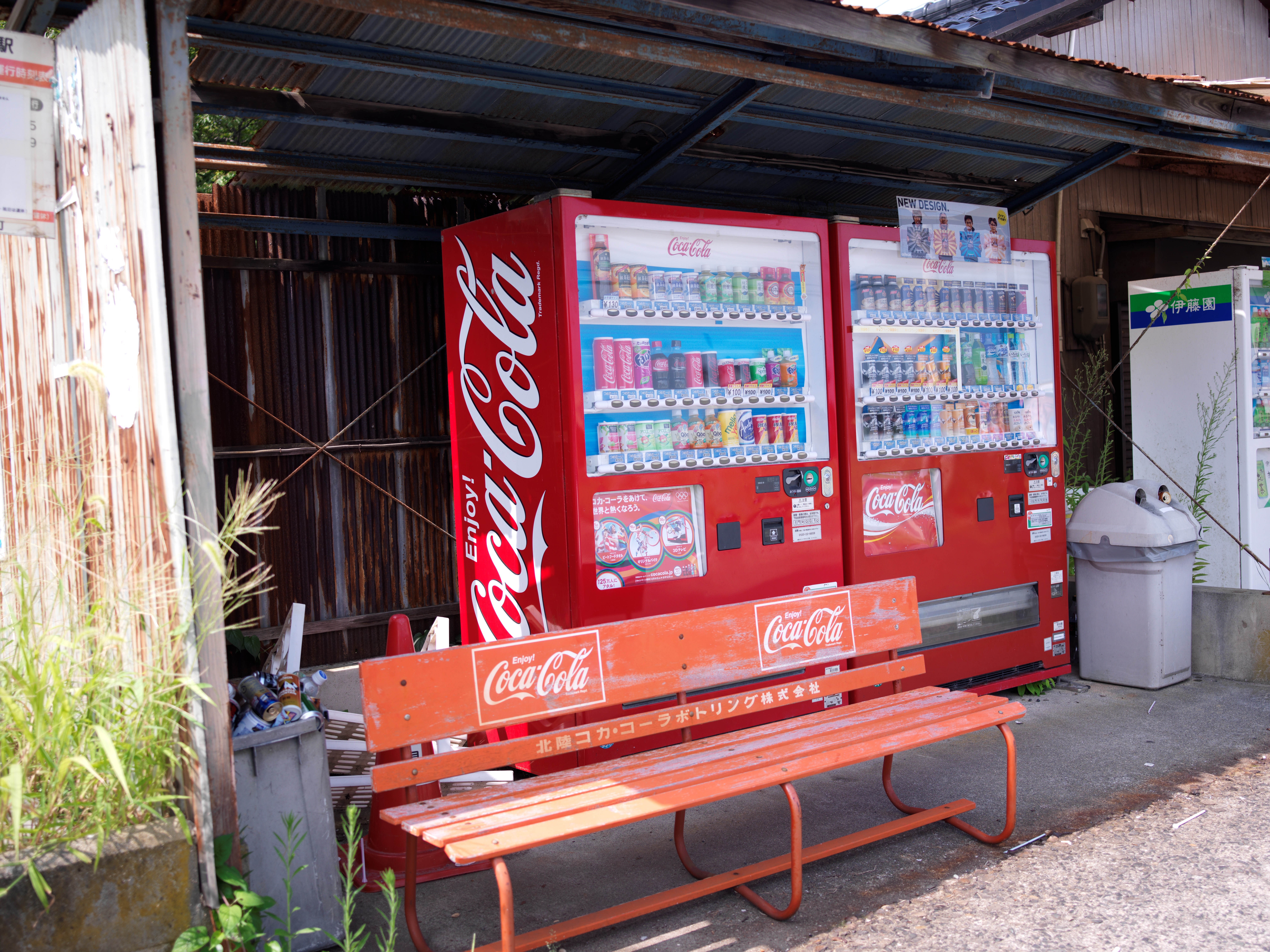
日本の湯乃鷺駅にあるコカ・コーラの自販機（奥）とベンチ（手前）

コカ・コロニゼーション（Cocacolonization）とは、アメリカ合衆国の清涼飲料コカ・コーラを中心に推し進められているアメリカ文化のグローバル化（アメリカナイゼーションともいう）のことであり、「Coca-Cola（コカ・コーラ）」と「Colonization（植民地化）」のかばん語である。 
この語は1949年にフランスにおいて、フランス共産党によるコカ・コーラへの批判の中で初めて文章中で使用された。さらにその翌年には、フランスの財務省がコカ・コーラの国内進出に反対した。それは、コカ・コーラの国内進出がフランスの戦後復興にとって役に立たないばかりか、むしろ国内から米国へ利益が流出してしまうからという理由であった。フランス共産党はまた、コカ・コーラの流通システムがスパイネットワークとして利用されることになるとも警告した。
第二次世界大戦と冷戦を通じ、アメリカ国外の多くの人々がコカ・コーラをアメリカの文化に関連付けた。ヨーロッパにおいて、コカ・コーラという商品は単なる炭酸飲料ではなくボトル入りのアメリカとみなされていたことから、ヨーロッパの人々の民族主義的アイデンティティの侵入と結び付けられ、一部のヨーロッパ人たちは、自国にコカ・コーラが進出してくることを拒絶した。
歴史的概念としてのコカ・コロニゼーションは、1994年にラインホールド・ワグナイトナーの著書「コカ・コロニゼーションと冷戦：第二次世界大戦後のオーストリアにおける米国の文化的使命」の出版によって、ヨーロッパのアメリカ化の論争で認知度を高めた。アメリカは、コカ・コーラやリーバイスのジーンズなどの消費財の普及や、ロックンロールやマーロン・ブランドの黒い革のジャケットなどの文化的シンボルを通じて、アメリカの理想を拡大することで文化帝国主義を試み、ヨーロッパでの民主主義の促進を行った。  
この語は医学文献においても、ライフスタイルの変化や2型糖尿病などの特徴的な慢性疾患の発生率の増加を表すことばとして使われている。

## 歴史
コカ・コロニゼーションという概念は、第二次世界大戦初頭に生まれた。一部の国はアメリカの清涼飲料を拒絶したが、他の国はそれを公然と受け入れた。
「このブランドの歴史は1880年代後半にさかのぼるが、基本的なブランド提案『コカ・コーラは満足させる、コカ・コーラは楽しくてさわやかな飲み物だ』は、ブランド名とその独特のロゴと同様に、ほとんど変わっていない」。このようなコカ・コーラのイメージは今日も続いている：「このブランドは、伝統的で、愛国的で、親しみやすく、アメリカ的だと思われている」  

### 第二次世界大戦
第二次世界大戦が勃発してアメリカ軍が海外に派遣されたとき、コカ・コーラ社はアメリカ兵がどこでも5セントでコーラを入手できるようにすると誓った。こうして同社は太平洋と西部戦線で瓶詰めステーションを建設した。 

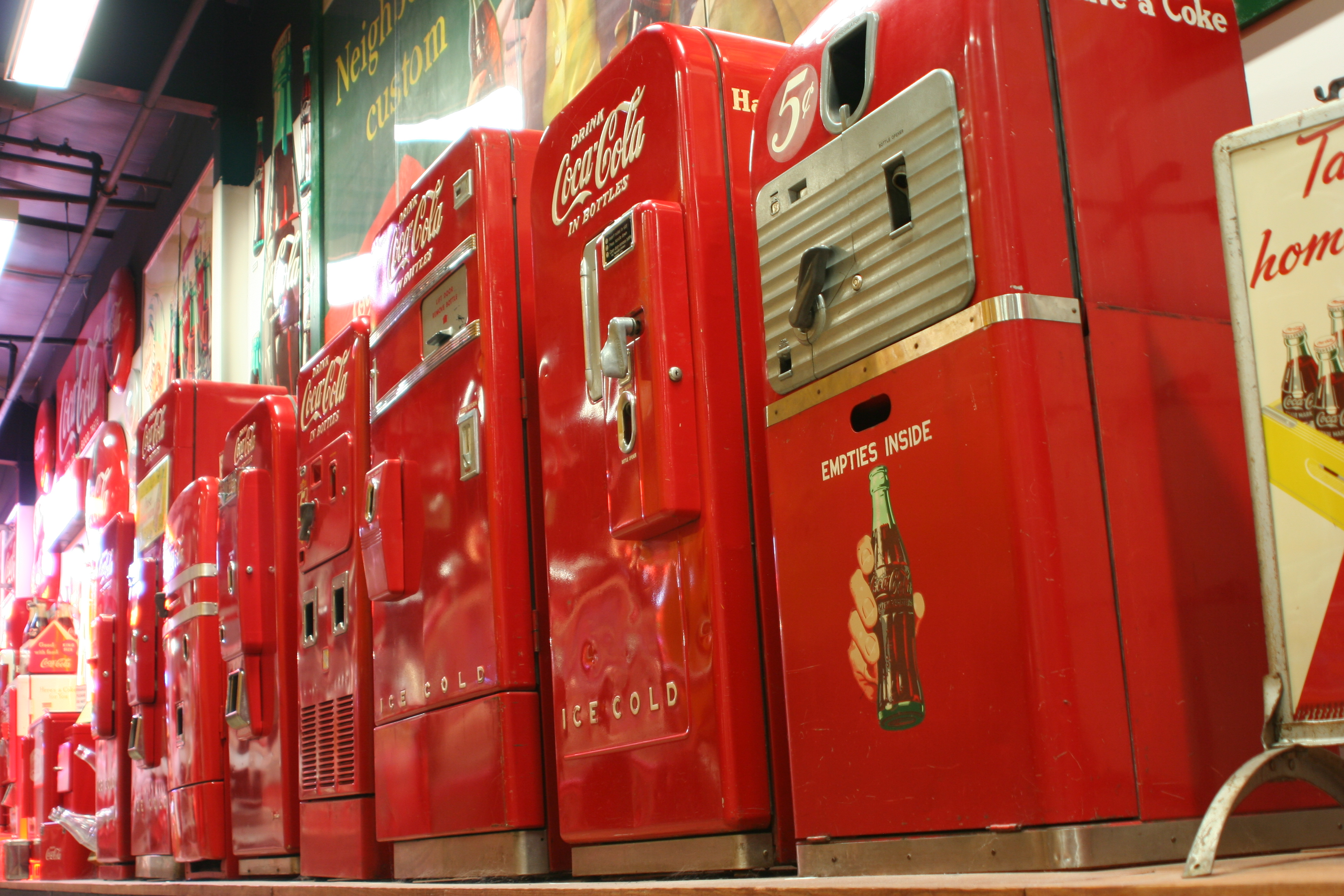
第二次世界大戦の旧式コカ・コーラ自動販売機。

ドイツ人はコーラを「ユダヤ系アメリカ人」の飲み物であると認識していた。一方ソビエト連邦では、戦争の英雄マーシャルゲオルギー・ジューコフがコーラを愛飲していたが、ソビエトの指導者ヨシフ・スターリンはコーラをアメリカ帝国主義の象徴と見なし、あらゆる形での消費を禁じた。  
太平洋戦争の前線では、コーラを軍隊に運搬するのに非常に苦労した。この問題に対処するために、同社は太平洋のあらゆる島全体に携帯式のソーダマシンを設置した。アジア諸国の人々は初めてコーラを飲んだ。同社によれば「コーラはアメリカ人の生き方を象徴するものだった」という理由で飲み物は島中に広まったという。  
戦争中、コカ・コーラは世界中で広告を展開し、広告の多くは現地住民とコーラを飲むアメリカ兵があしらわれていた。またアメリカ国外向けのコカ・コーラの広告は、現地の母国語で書かれていた。人気のある広告は、ニュージーランド、ロシア、フィリピン、ニューファンドランド、イタリア、イギリスおよびポーランドでコーラを持っているアメリカ人を好意的にイメージしていた。コカ・コーラによれば、「アドミラル諸島のジャングルからリビエラの役員クラブまで」コーラが普及していた。

### 1940年代後半と冷戦
第二次世界大戦が終わり、コカ・コーラはヨーロッパやアジアの国々へと進出した。1947年にはオランダ、ベルギー、ルクセンブルクでコカ・コーラの瓶詰め作業を開始し、1949年の時点ではスイスやイタリア、フランスといった国々でも瓶詰め工場を設立していた。作家のマーク・ゴードンは、「ヨーロッパ人がコーラの瓶に口をつけるたびに、アメリカの理想が押し付けられるようになった」と述べた。1950年代初頭時点、エジプト、アイスランド、イラン、西アフリカ、ニューギニア島を含む3つの大陸に63のボトリング工場があった。コカ・コーラを含む多くの米国企業はヨーロッパへの展開を通じて利益を得た。これらの外国の取り組みを通じて、米国はいくつかの米国企業の拡大を通じて非公式にビジネスと企業帝国を築くことができた。

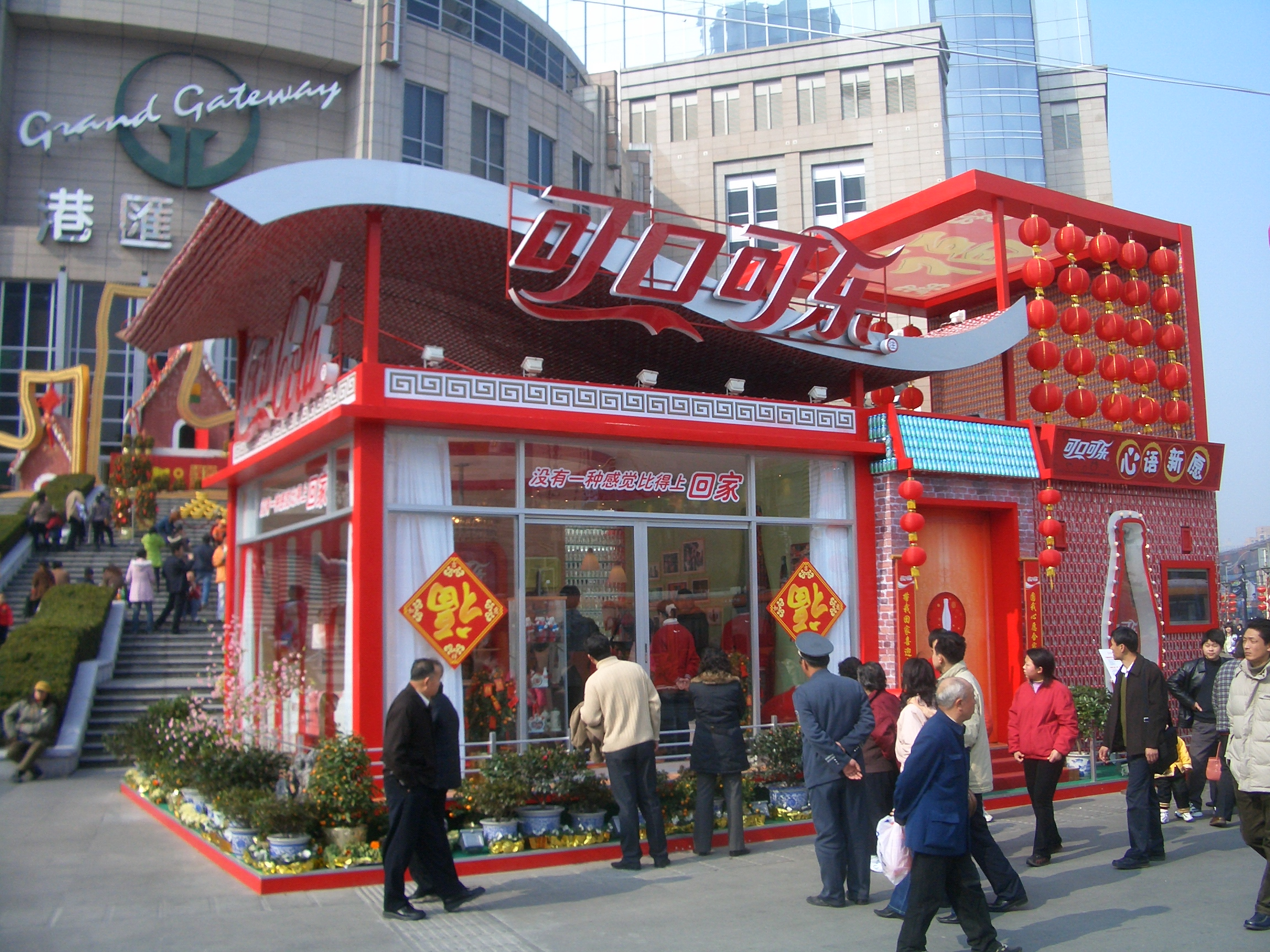
中国の旧正月仕様にデザインされたコカ・コーラの店舗。

冷戦の時点では、コーラを受け入れない国も出てきた。イタリアでは炭酸飲料が敬遠され、オーストリアでは、コカ・コーラの事業拡大がアメリカ文化と理想を海外に推し進めることにつながるとみなされていた。共産党の勢力が強かったフランスでは、コカ・コーラは資本主義としてのアメリカの象徴とみなされていた。自国におけるコカ・コーラの流行がアメリカによる植民地化の試みだと考えた彼らは、「コカ・コロニゼーション」という言葉を作り出した。同社がフランス国に瓶詰め工場を開こうとしたとき、フランスの共産主義者たちはパリを封鎖してコカ・コーラを締め出すと脅した。 
1989年11月のベルリンの壁崩壊に伴う共産主義の終焉に伴い、コカ・コーラはドイツで事業を展開した。

## 意義
医療専門家は、医療ジャーナルでコカ・コロニゼーションという用語を使用して、不健康なアメリカの食品が海外に広まったことを表している。栄養の大幅な変化が発生した。先進国は、トランス脂肪酸と精製砂糖が豊富な加工食品を発展途上国に輸出しており、狩猟や採集などの以前の生存方法からの変化を引き起こしている。コカ・コロニゼーションは、2型糖尿病、肥満、心臓血管疾患のリスクの増加と経済状況、そして脂肪分と糖質の多い安い食品といった要素と結び付けられている。
ユカタン半島のマヤ族の場合、観光客の増加により不健康なアメリカの食品がもたらされた結果、健康状態が悪化した。彼らはますますその食品に依存するようになった。同様に、グアテマラのツウツジル族も同じ食品を摂取するようになり、同じように健康状態が悪化した。2型糖尿病は世界中で広がり、過去20年間で着実に増加しており、彼らの健康低下をあらわす言葉として「コカコロニゼーション」という言葉が使われている。

### 広範囲
2015年の時点で、コカ・コーラは中国、グアテマラ、パプアニューギニア、メキシコ、ロシア、カナダ、イギリス、アルジェリア、リビアを含む世界200カ国以上で親しまれている。同社によると、コカ・コーラは「オーケー」の次に世界で2番目に理解されている用語である。  
商品としてのコカ・コーラは、国境を越えてブランドを生み出している。「多くの政治的、学問的、会話的なレトリックで、コカ・コーラという用語は、特定の清涼飲料だけでなく、一般的に商品の問題のある性質を表すためにも使われているメタ商品である。…それは商品や資本主義を表すかもしれないが、同様に帝国主義やアメリカ化を表すかもしれない」コカ・コロニゼーションは、アメリカの文化やブランドの広がりを指すものとして西洋化された資本主義と消費主義の広範なインフラの例とみなされている。
一方、コカ・コロニゼーションに対する反発もあった。2012年、ボリビアの外相デビッド・チョケワナカは「コカ・コーラではなくモコチンチ（ボリビアで親しまれている桃のジュース）を飲め」と発言するなどして、コカ・コーラを締め出そうとしたが、失敗に終わった。 
コカ・コーラはフランチャイズを通じて運営されている。したがって、その生産の恩恵を受ける地域には、地元の瓶詰め工場が必要である。トリニダードは1939年にフランチャイズを取得したので、トリニダードでは、1975年のカニングスの訴訟で、他の古い植民地の会社と同様に、コーニングがカニングスの会社に瓶詰めされた。  
トリニダードでは、甘い飲み物は贅沢品ではなく、庶民の日常品と見なされている。コカ・コーラに関連して、「トリニダード島の飲酒に対する黒い甘い飲み物の中心性は、何よりも島のほとんどの人々にとっての中心的なアルコール飲料としての「ラム酒とコーラ」の概念に要約されている」正確な甘い飲み物の存在を必要とする一般的な飲み物を持っていることは、地元の環境へのその保持を強調する。